# Isidoro Ibarra
Isidoro Ibarra (* 2. Oktober 1992 in Victoria, Buenos Aires) ist ein argentinischer Hockeyspieler. 2016 war er mit der argentinischen Nationalmannschaft Olympiasieger.

## Sportliche Karriere
Isidoro Ibarra nahm 2013 an der U21-Weltmeisterschaft teil. 2015 war er Mitglied der argentinischen Mannschaft, die im Finale der Panamerikanischen Spiele in Toronto gegen die Kanadier mit 3:0 gewann. Ein Jahr später bei den Olympischen Spielen in Rio de Janeiro gehörte er nicht zu den 16 nominierten Spielern, sondern hatte wie Luca Masso eine P-Akkreditierung. Vor dem Finale gegen die belgische Mannschaft rückten Ibarra und Masso für Matías Rey und Matías Paredes in die Mannschaft und wurden im Finale eingesetzt. Nach dem 4:2-Sieg gegen die Belgier waren damit auch Ibarra und Masso Olympiasieger.
Isidoro Ibarra bestritt bis April 2021 53 Länderspiele für Argentinien. Er ist der jüngere Bruder von Pedro Ibarra, dem Kapitän der Olympiasiegermannschaft von 2016. Beider Heimatverein ist der Club San Fernando.